# Olympische Jugend-Sommerspiele 2014/Gewichtheben
Bei den Olympischen Jugend-Sommerspielen 2014 in der chinesischen Metropole Nanjing wurden elf Wettbewerbe im Gewichtheben ausgetragen.
Die Wettbewerbe fanden vom 17. bis zum 23. August im Nanjing International Expo Center statt.

## Jungen

### Bis 56 kg
| Platz | Land | Sportler             | Gewicht (kg) |
| ----- | ---- | -------------------- | ------------ |
| 1     | CHN  | Meng Cheng           | 283          |
| 2     | VIE  | Nguyen Tran Anh Tuan | 243          |
| 3     | UZB  | Adhamjon Ergashev    | 223          |

Der Wettbewerb fand am 17. August um 18:00 Uhr statt.

### Bis 62 kg
| Platz | Land | Sportler      | Gewicht (kg) |
| ----- | ---- | ------------- | ------------ |
| 1     | PRK  | Pak Jongju    | 263          |
| 2     | THA  | Sakda Meeboon | 256          |
| 3     | ITA  | Mirko Zanni   | 255          |

Der Wettbewerb fand am 18. August um 18:00 Uhr statt.

### Bis 69 kg
| Platz | Land | Sportler                           | Gewicht (kg) |
| ----- | ---- | ---------------------------------- | ------------ |
| 1     | BUL  | Boschidar Andreew                  | 300          |
| 2     | RUS  | Wjatscheslaw Jarkin                | 294          |
| 3     | COL  | Andrés Mauricio Caicedo Piedrahita | 290          |

Der Wettbewerb fand am 19. August um 18:00 Uhr statt.
 Marcus Sadey belegte mit 242 kg den achten Platz.

### Bis 77 kg
| Platz | Land | Sportler            | Gewicht (kg) |
| ----- | ---- | ------------------- | ------------ |
| 1     | ARM  | Hakob Mkrttschjan   | 319          |
| 2     | IND  | Venkat Rahul Ragala | 316          |
| 3     | KAZ  | Zhaslan Kaliyev     | 310          |

Der Wettbewerb fand am 21. August um 18:00 Uhr statt.

### Bis 85 kg
| Platz | Land | Sportler           | Gewicht (kg) |
| ----- | ---- | ------------------ | ------------ |
| 1     | RUS  | Chetag Chugajew    | 355          |
| 2     | UZB  | Farkhodbek Sobirov | 321          |
| 3     | EGY  | Mohamed Shosha     | 318          |

Der Wettbewerb fand am 22. August um 18:00 Uhr statt.

### Über 85 kg
| Platz | Land | Sportler          | Gewicht (kg) |
| ----- | ---- | ----------------- | ------------ |
| 1     | ARM  | Simon Martirosjan | 391          |
| 2     | SRB  | Tamas Kajdoci     | 336          |
| 3     | FRA  | Anthony Coullet   | 327          |

Der Wettbewerb fand am 23. August um 18:00 Uhr statt.

## Mädchen

### Bis 48 kg
| Platz | Land | Sportler     | Gewicht (kg) |
| ----- | ---- | ------------ | ------------ |
| 1     | CHN  | Jiang Huihua | 193          |
| 2     | PRK  | Ri Song-gum  | 165          |
| 3     | LAT  | Rebeka Koha  | 165          |

Der Wettbewerb fand am 17. August um 14:30 Uhr statt.

### Bis 53 kg
| Platz | Land | Sportler               | Gewicht (kg) |
| ----- | ---- | ---------------------- | ------------ |
| 1     | THA  | Rattanaphon Pakkaratha | 190          |
| 2     | PRK  | Jon Chun-hui           | 181          |
| 3     | TUN  | Nouha Landoulsi        | 175          |

Der Wettbewerb fand am 18. August um 14:30 Uhr statt.

### Bis 58 kg
| Platz | Land | Sportler            | Gewicht (kg) |
| ----- | ---- | ------------------- | ------------ |
| 1     | TPE  | Chiang Nien-hsin    | 203          |
| 2     | RUS  | Anastassija Petrowa | 195          |
| 3     | ARG  | Sasha Nievas        | 178          |

Der Wettbewerb fand am 19. August um 14:30 Uhr statt.

### Bis 63 kg
| Platz | Land | Sportler             | Gewicht (kg) |
| ----- | ---- | -------------------- | ------------ |
| 1     | EGY  | Sara Ahmed           | 228          |
| 2     | MEX  | Ana Lilia Duran Ayon | 210          |
| 3     | UKR  | Sofija Sentschenko   | 208          |

Der Wettbewerb fand am 21. August um 14:30 Uhr statt.

### Über 63 kg
| Platz | Land | Sportler                 | Gewicht (kg) |
| ----- | ---- | ------------------------ | ------------ |
| 1     | THA  | Duangaksorn Chaidee      | 244          |
| 2     | RUS  | Swetlana Schtscherbakowa | 228          |
| 3     | KAZ  | Tatyana Kapustina        | 228          |

Der Wettbewerb fand am 22. August um 14:30 Uhr statt.

## Medaillenspiegel
|       | Medaillenspiegel  | Medaillenspiegel | Medaillenspiegel | Medaillenspiegel | Medaillenspiegel |
| Platz | Land              | G                | S                | B                | Gesamt           |
| ----- | ----------------- | ---------------- | ---------------- | ---------------- | ---------------- |
| 1     | Thailand          | 2                | 1                | –                | 3                |
| 2     | Armenien          | 2                | –                | –                | 2                |
| 2     | China             | 2                | –                | –                | 2                |
| 4     | Russland          | 1                | 3                | –                | 4                |
| 5     | Nordkorea         | 1                | 2                | –                | 3                |
| 6     | Ägypten           | 1                | –                | 1                | 2                |
| 7     | Bulgarien         | 1                | –                | –                | 1                |
| 7     | Chinesisch Taipeh | 1                | –                | –                | 1                |
| 9     | Usbekistan        | –                | 1                | 1                | 2                |
| 10    | Indien            | –                | 1                | –                | 1                |
| 10    | Mexiko            | –                | 1                | –                | 1                |
| 10    | Serbien           | –                | 1                | –                | 1                |
| 10    | Vietnam           | –                | 1                | –                | 1                |
| 14    | Kasachstan        | –                | –                | 2                | 2                |
| 15    | Argentinien       | –                | –                | 1                | 1                |
| 15    | Frankreich        | –                | –                | 1                | 1                |
| 15    | Italien           | –                | –                | 1                | 1                |
| 15    | Kolumbien         | –                | –                | 1                | 1                |
| 15    | Lettland          | –                | –                | 1                | 1                |
| 15    | Tunesien          | –                | –                | 1                | 1                |
| 15    | Ukraine           | –                | –                | 1                | 1                |
| Total | Total             | 11               | 11               | 11               | 33               |